# Problema Wasserman-Wolf
O problema Wasserman-Wolf é um problema com lentes ópticas reconhecidas pela primeira vez por Diocles enquanto observa dispositivos equipados com elas; as bordas pareciam difusas do que o centro.

## O problema
As lentes são feitas de superfícies esféricas. O problema surge quando os raios de luz fora do centro da lente ou batendo em um ângulo não podem ser focalizados na distância desejada em um ponto devido a diferenças na refração. O que torna o centro da imagem mais nítido que os cantos.
Em 1949, Wasserman e Wolf criaram um método analítico para retratar o problema e deram a ele um nome oficial - o problema Wasserman-Wolf. Eles recomendaram que a melhor maneira de lidar com o problema é usar duas superfícies adjacentes asféricas para tratar de aberrações. Eles “propuseram usar duas superfícies adjacentes asféricas para corrigir as aberrações esféricas e de coma, com uma solução consistindo de duas equações diferenciais simultâneas de primeira ordem, que são resolvidas numericamente de acordo com Malacara-Hernández et al.”

## A solução
Em 2018, quando Héctor A. Chaparro-Romo, um estudante de doutorado na Universidade Nacional Autônoma do México (UNAM), que tentava resolver esse problema por 3 anos, convidou Rafael G. González-Acuña, um estudante de doutorado de Tec de Monterrey, para ajudá-lo a resolver o problema. Depois de meses trabalhando para resolver o problema, Rafael González-Acuña disse que “uma manhã eu estava fazendo uma fatia de pão com Nutella, quando, de repente, eu disse em voz alta: Madre! Está aí!" Ele então correu para o seu computador e começou a programar a ideia. Quando ele executou a solução e viu que funcionava. Depois, a dupla executou uma simulação e calculou a eficácia com 500 raios, e a satisfação média resultante para todos os exemplos foi de 99,999999999%.
Em sua equação, descrevem como a forma da segunda superfície asférica da lente dada deve receber uma primeira superfície, fornecida pelo usuário, e a distância entre a imagem e o objeto. A segunda superfície é tal que corrige toda a aberração gerada pela primeira superfície, e a aberração esférica é eliminada ”.